# Helopsaltes
Helopsaltes är ett nyskapat fågelsläkte i familjen gräsfåglar inom ordningen tättingar. DNA-studier från 2018 har visat att en grupp östasiatiska arter som traditionellt placeras i Locustella visserligen är en systergrupp till Locustella, men skildes åt för hela 14 miljoner år sedan. Författarna till studien rekommenderar därför att de placeras i ett eget nyskapat släkte, som de ger namnet Helopsaltes. 
Släktet omfattar följande sex arter:
- Nässelsmygsångare (H. fasciolata)
- Sachalinsmygsångare (H. amnicola)
- Kilstjärtad smygsångare (H. pryeri)
- Koreasmygsångare (H. pleskei)
- Ochotsksmygsångare (H. ochotensis)
- Starrsångare (H. certhiola)